# ムネモシネ (小惑星)
ムネモシネ (57 Mnemosyne) は、太陽系の火星と木星の間の小惑星帯にある、大型のS型小惑星のひとつ。古在由秀らはムネモシネに代表される小規模な小惑星族が存在するとしている。
1859年9月22日にロベルト・ルターにより発見された。ギリシア神話に登場するティーターンの一人、ムネーモシュネーにちなみ命名された。